# Comil Campione
O Comil Campione é uma série de carrocerias de ônibus rodoviários, apropriados para médias e longas distâncias, fabricada pela empresa brasileira Comil.

## História
O Campione é produzido desde o lançamento em 1998 em substituição aos modelos anteriores (Condottiere e Galleggiante). Fabricada sobre os chassis Mercedes-Benz, Volkswagen, Scania e Volvo, são disponíveis atualmente nos modelos 3.25, 3.45, Invictus 1050, Invictus 1200, Invictus HD (Low Driver) e Invictus DD (double decker). O modelo sempre foi e segue sendo produzido em variadas versões (alturas).
Logo que foi lançado, em 1998, o modelo ganha a versão low driver (HD). Já o modelo DD (double decker) foi lançado apenas em 2012 na série III. O primeiro consiste em um habitáculo do motorista abaixo do salão dos passageiros e o segundo em um salão maior no segundo andar e menor no primeiro sendo esse último integrado com o habitáculo do motorista.

## Modelos em fabricação
O modelo teve reformulações ao longo do tempo, sendo suas nomenclaturas conhecidas como:
- Campione IV
  - 3.25 (2014 - atualmente) [oferecido com motores dianteiro e traseiro]
  - 3.45 (2015 - atualmente) [oferecido com motores dianteiro e traseiro]
- Campione Invictus
  - 1050 (2015 - atualmente)
  - 1200 (2015 - atualmente)
  - HD (2017 - atualmente)
  - DD (2016 - atualmente)

## Modelos descontinuados

### Campione I/1998 (facelift linha 2001-2005)

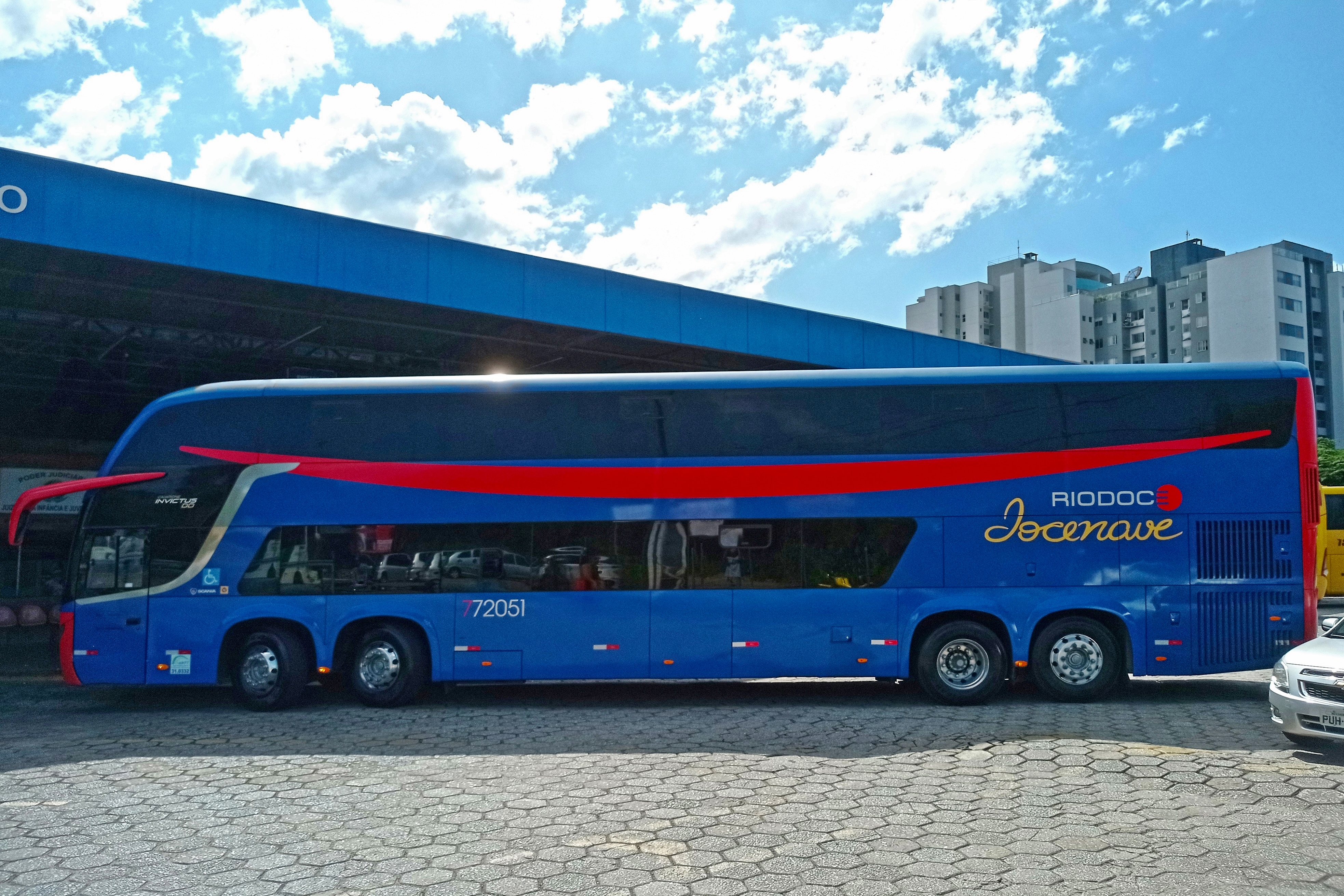
Campione Invictus DD

- 3.25 (1998-2005)
- 3.45 (1998-2005)
- 3.65 (1998-2005)
- 3.85 (1998-2005)
- 4.05 HD (1999-2005)

### Campione X/L
- 3.25 X (2005-2007)
- 3.25 L (2005-2007)
- 3.45 X (2005-2007)
- 3.45 L (2005-2007)
- 3.65 X (2005-2007)
- 3.65 L (2005-2007)
- 4.05 HD L (2006-2007)

### Campione Vision (facelift do X/L)
- 3.25 (2007-2010)
- 3.45 (2007-2010)
- 3.65 (2007-2010)
- 4.05 HD (2007-2011)

### Campione III (facelift em 2011)
- 3.25 (2010-2014)
- 3.45 (2010-2015)
- 3.65 (2010-2015)
- HD (2012-2017)
- DD (2012-2016)